# レーン・トソニ
レーン・マイケル・トソニ（Rene Michael Tosoni, 1986年7月2日 - ）は、カナダ連邦オンタリオ州トロント出身の元プロ野球選手（外野手）。

## 経歴

### プロ入り前
オンタリオ州トロントで生まれたが、後にブリティッシュコロンビア州コキットラムへ移住。少年時代に憧れていた野球選手はラリー・ウォーカーだった。
高校時代はブリティッシュコロンビア・プレミア・ベースボール・リーグのコキットラム・レッズでプレーした。
2004年のMLBドラフト34巡目（全体1021位）でミネソタ・ツインズから指名を受けたが契約には至らず、チポラ大学へ進学。

### ツインズ時代
2005年、MLBドラフト36巡目（全体1095位）で再びミネソタ・ツインズから指名され入団。
2009年はオールスターフューチャーズゲームの世界選抜に選ばれ、代打で決勝の適時二塁打を放ち、MVPを獲得している。
2011年4月28日のタンパベイ・レイズ戦でメジャーデビューしたが、この年はマイナーとメジャーを往復する形となった。
2012年9月11日に第3回WBC予選のカナダ代表に選出された。オフにフリーエージェント（FA）となった。

### ブルワーズ傘下時代
2013年1月17日に第3回WBC本戦のカナダ代表に選出された。3月9日のメキシコ戦で乱闘を起こし退場になった。
シーズンではミルウォーキー・ブルワーズの傘下でプレーした。

### 独立リーグ時代
2014年は、アメリカン・アソシエーションのスーシティ・エクスプローラーズでプレーした。オフはオーストラリアン・ベースボールリーグ（ABL）のパース・ヒートでプレーした。
2015年は、3月にスーシティ・エクスプローラーズと再契約した。6月17日に2015年パンアメリカン競技大会の男子野球カナダ代表に選出された。同大会では2大会連続2度目の優勝を果たし、金メダルを獲得した。オフの10月20日に第1回WBSCプレミア12のカナダ代表に選出された。
2016年1月22日にトレードでアトランティックリーグのシュガーランド・スキーターズに移籍。94試合に出場し、打率.301、7本、41打点、14盗塁の成績を残した。
2017年開幕前の2月8日に第4回WBCのカナダ代表に選出された。また同日にシュガーランド・スキーターズと再契約したことが発表されたが、公式戦には出場しなかった。
2018年からはアトランタ・ブレーブス傘下A+級フロリダ・ファイヤーフロッグスの打撃コーチに就任した。
2019年には第2回WBSCプレミア12のカナダ代表に選出されている。

## 詳細情報

### 年度別打撃成績
| 年 度    | 球 団    | 試 合 | 打 席 | 打 数 | 得 点 | 安 打 | 二 塁 打 | 三 塁 打 | 本 塁 打 | 塁 打 | 打 点 | 盗 塁 | 盗 塁 死 | 犠 打 | 犠 飛 | 四 球 | 敬 遠 | 死 球 | 三 振 | 併 殺 打 | 打 率 | 出 塁 率 | 長 打 率 | O P S |
| -------- | -------- | ----- | ----- | ----- | ----- | ----- | -------- | -------- | -------- | ----- | ----- | ----- | -------- | ----- | ----- | ----- | ----- | ----- | ----- | -------- | ----- | -------- | -------- | ----- |
| 2011     | MIN      | 60    | 189   | 172   | 20    | 35    | 7        | 1        | 5        | 59    | 22    | 0     | 2        | 0     | 0     | 14    | 0     | 3     | 42    | 2        | .203  | .275     | .343     | .618  |
| MLB：1年 | MLB：1年 | 60    | 189   | 172   | 20    | 35    | 7        | 1        | 5        | 59    | 22    | 0     | 2        | 0     | 0     | 14    | 0     | 3     | 42    | 2        | .203  | .275     | .343     | .618  |

### 表彰
MiLB
- オールスター・フューチャーズゲームMVP：1回（2009年）

### 記録
MiLB
- オールスター・フューチャーズゲーム選出 1回：2009年

### 背番号
- 23 (2011)

### 代表歴
- 2013 ワールド・ベースボール・クラシック予選 カナダ代表
- 2013 ワールド・ベースボール・クラシック・カナダ代表
- 2015年パンアメリカン競技大会男子野球カナダ代表
- 2015 WBSCプレミア12 カナダ代表
- 2017 ワールド・ベースボール・クラシック・カナダ代表
- 2019 WBSCプレミア12 カナダ代表